# 2019年世界陸上競技選手権大会アルバ選手団
2019年世界陸上競技選手権大会アルバ選手団は、2019年9月27日から10月6日までカタールのドーハで開催された第17回世界陸上競技選手権大会のアルバ選手団。

## 選手団
- 人員: 選手 1人

## 選手名簿・結果
| 選手                 | 種目      | 予選 | 予選 | 決勝     | 決勝     |
| 選手                 | 種目      | 結果 | 順位 | 結果     | 順位     |
| -------------------- | --------- | ---- | ---- | -------- | -------- |
| ジョナサン・バスビー | 男子5000m | 失格 | 失格 | 予選敗退 | 予選敗退 |